# Epinephelus stoliczkae
Epinephelus stoliczkae е вид бодлоперка от семейство Serranidae.

## Разпространение
Видът е разпространен в Джибути, Египет, Еритрея, Йемен, Израел, Йордания, Иран, Обединени арабски емирства, Оман, Пакистан, Саудитска Арабия, Сомалия и Судан.